# Order Franciszka I
Order Królewski Franciszka I (wł. Real Ordine di Francesco I) – order Królestwa Obojga Sycylii ustanowiony 28 września 1829 roku przez Franciszka I Burbona, nadawany za cywilne zasługi w dziedzinach służby państwowej, sztuki, kultury, nauki, rolnictwa, przemysłu i handlu.
Podzielony został na trzy klasy, noszone podobnie jak w innych krajach:
- I klasa: Krzyż Wielki – odznaka orderowa na wielkiej wstędze i gwiazda na piersi,
- II klasa: Komandor – odznaka orderowa na wstędze na szyi,
- III klasa: Kawaler – odznaka orderowa na wstążce na piersi.

W kolejności sycylijskich odznaczeń państwowych zajmował trzecie miejsce za Orderem św. Ferdynanda.
Po zjednoczeniu Włoch order został zniesiony jako odznaczenie państwowe w 1861 roku i odtąd przyznawany jako order domowy dynastii Burbonów Sycylijskich. Z powodu rozłamu wewnątrz rodziny w 1960, sycylijskie ordery domowe były nadawane przez dwie konkurujące ze sobą głowy rodu. Karol z linii Kalabria uznaje order za wymarły (ostatnie nadanie było w 1920), a Karol z linii Castro wciąż uważa się za wielkiego mistrza.
| Sposoby noszenia orderu w poszczególnych klasach |